# Edme Mongin
Pour les articles homonymes, voir Mongin.
Edme Mongin (22 janvier 1668 à Baroville – 5 mai 1746 à Bazas) est un évêque et orateur français.

## Biographie
Il est le fils de maître Etienne Mongin, lieutenant en la justice de Baroville, et de dame Anne Bailly.
Devenu bachelier en théologie à la Sorbonne, il obtient sa licence in utroque à la faculté d’Orléans. Il est choisi par la maison de Condé comme précepteur du duc de Bourbon et du comte de Charolais.
Élu à l’Académie française le 22 décembre 1707, il y est reçu le 1er mars 1708.
Le 5 avril 1711, il est nommé abbé commendataire de Saint-Martin-d’Autun.
Il prononce l'oraison funèbre de Louis XIV le 19 décembre 1715 dans la chapelle du Louvre.
Nommé évêque de Bazas le 25 septembre 1724 par le roi Louis XV, il est institué par le pape Benoît XIII le 29 janvier 1725 et consacré le 11 mars par Henri de Nesmond, archevêque de Toulouse, dans l'église du Val-de-Grâce, Paris.
Il prononce le panégyrique de saint Vincent de Paul le 8 juin 1739 en la cathédrale de Bazas à l'occasion de sa canonisation.
Il meurt le 5 mai 1746 au château épiscopal et est inhumé dans le chœur de la cathédrale.

## Œuvres
- Œuvres de messire Edme Mongin, évêque et seigneur de Bazas, contenant ses sermons, panégyriques, oraisons funèbres, mandements et pièces académiques sur Google Livres, Paris, Claude-François Simon, 1745, 592 p.